# 28-as villamos (München)
A müncheni 28-as jelzésű villamos Scheidplatz és Sendlinger Tor között közlekedik.

## Útvonala
| Sendlinger Tor felé | Scheidplatz felé |
| --- | --- |
| Scheidplatz - Belgradstraße - Nordendstraße - Barer Straße - Karolinenplatz - Barer Straße - Ottostraße - Lenbachplatz - Karlsplatz - Sonnnenstraße - Sendlinger Tor | Sendlinger Tor - Sonnnenstraße - Karlsplatz - Lenbachplatz - Ottostraße - Barer Straße - Karolinenplatz - Barer Straße - Nordendstraße - Hohenzollernstraße - Belgradstraße - Scheidplatz |

## Megállóhelyei
| 28 (Scheidplatz – Sendlinger Tor) |                           |                 |                         |
| Menetidő (perc)                   | Megállóhely               | Menetidő (perc) | Átszállási kapcsolatok  |
| 0                                 | Scheidplatz végállomás    | 16              | , 140 , 141 , 142 , 144 |
| 1                                 | Karl-Theodor-Straße       | 15              |                         |
| 2                                 | Clemensstraße             | 13              |                         |
| 4                                 | Kurfürstenplatz           | 12              | , 53 , 59               |
| 5                                 | Elisabethplatz            | 10              |                         |
| 6                                 | Nordendstraße             | 9               |                         |
| 7                                 | Schellingstraße           | 8               | 153 , 154               |
| 8                                 | Pinakotheken              | 7               | 100                     |
| 10                                | Karolinenplatz            | 6               |                         |
| 11                                | Ottostraße                | 4               |                         |
| 14                                | Karlsplatz (Stachus)      | 2               | ,                       |
| 16                                | Sendlinger Tor végállomás | 0               | , 62                    |